# Paxillomegops
Genre
Paxillomegops est un genre fossile d'araignées aranéomorphes de la famille des Lagonomegopidae.

## Distribution
Les espèces de ce genre ont été découvertes  dans de l'ambre de Birmanie. Elles datent du Crétacé.

## Liste des espèces
Selon The World Spider Catalog 18.0 :
- † Paxillomegops brevipes Wunderlich, 2015
- † Paxillomegops cornutus Wunderlich, 2017
- † Paxillomegops longipes Wunderlich, 2015

## Publication originale
- Wunderlich, 2015 : On the evolution and the classification of spiders, the Mesozoic spider faunas, and descriptions of new Cretaceous taxa mainly in amber from Burmese (Burma) (Arachnida: Araneae). Beiträge zur Araneologie, vol. 9, p. 21–408 (en).